# Das interessante Blatt
Das Interessante Blatt war eine österreichische Wochenzeitung, die von 1882 bis 1939 wöchentlich erschien. Als Beilage der Zeitung erschienen die Wiener Bilder, ihre Nachfolgerzeitung war die Wiener Illustrierte.
Augustin Tschinkel publizierte 1962 „Das schwimmende Clavier“ mit dem Untertitel, „Bildreportagen aus Urgroßvaters Jugendzeit, zum Lachen und zum Weinen“. Tschinkel wählte dazu Bildreportagen aus dieser Zeitschrift aus den 1880er, 90er Jahren aus und schrieb das Vorwort.